# علي بن عيسى الكحال
شرف الدين علي بن عيسى بن علي الموصلي الملقب بـالكَحَّال (والكحّال هو طبيب العيون).

## ميلاده ووفاته
ولد ببغداد سنة 430 هـ ولا تعرف سنة وفاته بالضبط ويقال عاش ما يقارب من ثمانين سنة.

## كتبه العلمية
كان متميزا في صناعة العيون في عصره وله كتاب تحت عنوان تذكرة الكحالين وقد التفت الناس إلى هذا الكتاب دون غيره كما قال ابن أبي أصيبعة 
ويتالف الكتاب من ثلاثة اقسام القسم الأول في تشريح العين، القسم الثاني في أمراض العين الظاهرة أي الواقعة تحت الحس القسم الثالث في امراض العين الباطنة التي لا تقع تحت الحس وقد اكتسب هذا الكتاب شهرة واسعة في الغرب وقد ترجم إلى اللاتينية والعبرية كما أن الطبيب الألماني هرشبرغ قال في مقدمته ترجمته لكتاب تذكرة الكحالين بأن علي بن عيسى أول كحال اقترح التنويم والتخدير بالعقاقير في العمل الجراحي ولم يكن معروفا عند اليونانيين.
كما أن له كتاباً بعنوان منافع أعضاء الحيوان ورسالة في علم الأسطرلاب (أو رسالة علي بن عيسى في معرفة علم الأسطرلاب).